# Todo sobre mi padre
Todo sobre mi padre (en noruego: Alt om min far) es una película documental biográfica noruega de 2002 escrita y dirigida por Even Benestad. Todo sobre mi padre es un documental personal sobre una persona de la familia del director, Esben Esther Pirelli Benestad, persona experta en sexólogía y persona trans que vive en la ciudad de Grimstad, en el sur de Noruega.
La película ganó el Premio Teddy al mejor documental en el Festival Internacional de Cine de Berlín de 2002, el Premio de la Crítica en el Festival de Cine de Gotemburgo de 2002 y el Premio al Documental en el Festival de Cortometrajes Noruego de Grimstad. También ganó el Premio Amanda 2002 a la mejor película (noruega). La película fue bien recibida por la crítica, obteniendo cinco de seis puntos de los críticos de Aftenposten, Dagbladet, Verdens Gang y el programa de radio Filmpolitiet de NRK.
A nivel internacional, la película se proyectó en varios festivales de cine.